# فهرست جنگ‌افزارها
فهرست سلاحها بر حسب زمان پیدایش
(به انگلیسی: Lists of weapons by onflict or time period)
- فهرست سلاح های باستانی
- فهرست سلاح های عصور میانه
- فهرست سلاح های مدرن
- فهرست سلاح های جنگ جهانی اول
- فهرست سلاح های جنگ جهانی دوم

فهرست سلاح ها بر حسب مدل
(به انگلیسی: Lists of weapons by type)
- فهرست سلاح های سرد
- فهرست سلاح های گرم
- فهرست سلاح های انفرادی
- فهرست سلاح های توپ ای

خانه
- فهرست سلاح های هوایی
- فهرست سلاح‌های کشتار جمعی
- فهرست سلاح‌های شیمیایی
- فهرست سلاح‌های میکروبی
- فهرست سلاح‌های هسته‌ای
- فهرست سلاح‌های بودار
- بمب
- مین
- تانک
- نفربر
- خودروهای سبک
- خودروهای سنگین
- سکوهای موشکی
- موشک
- تفنگ
- سلاح دوش‌پرتاب